# Popap
Popap és un programa de ràdio que s'emet els migdies de 13 a 14h de dilluns a divendres a Catalunya Ràdio. Presentat per Mariola Dinarès, es va estrenar el 29 d'agost del 2016. El programa analitza les tendències socials a la xarxa en un programa que vol ser interactiu, i parlar sobre l'estil de vida i els nous hàbits de la societat actual. Per a fer-ho, el programa convida a experts i veus autoritzades i crea continguts específics més enllà de la ràdio, sobretot per a xarxes socials com Twitter, Facebook o YouTube, entre d'altres.
En la seva primera temporada, al maig del 2017, el programa va rebre una menció d'honor dels premis Ràdio Associació a la qualitat, per la seva innovació. El jurat va argumentar: "per informar i debatre de les tendències a la xarxa tot presentant un mapa de possibilitats, oportunitats i col·laboracions que ajuden a gaudir dels reptes d'un món digital en continua transformació".
El desembre del 2017 Mariola Dinarès va rebre el premi DonaTIC Divulgadora 2017, que reconeix la tasca de divulgació de les TIC en l'àmbit de la comunicació. Els premis són una iniciativa de l'associació Tertúlia Digital i la Secretaria de Telecomunicacions, Ciberseguretat i Societat Digital de la Generalitat de Catalunya.
El setembre del 2018 el programa va rebre una altra distinció: el Premi GrausTIC a la Comunicació i a la Divulgació TIC 2018, un premi que atorga l'associació GrausTIC en el marc de la Diada de les Tecnologies de la Informació i la Comunicació que es fa cada any al Cosmocaixa i que reuneix especialistes del sector de tot Catalunya.
L'any 2019 el programa va obtenir el Premi Bones Pràctiques en Comunicació no sexista de l'Associació de Dones Periodistes de Catalunya, per la divulgació de referents femenins del món digital, científic i tecnològic.